# Локальна мандрівка Дрогобичем
«Локальна мандрівка Дрогобичем. Туристичний путівник» (анг. A Local Journey into Drohobych (a tourist's guide) — історико-краєзнавче видання авторства Олега Стецюка (історик, редактор видання «Drohobyczer Zeitung» та співредактор №71 часопису «Ї»). Туристичний путівник вийшов у дрогобицькому видавництві «Пóсвіт». 
Перший за часів Незалежності український класичний путівник виключно Дрогобичем, побудований за принципами суто історичного видання, що занурює читача вглиб історії міста, відкриваючи «двері» в його минуле.
Належить до видань маршрутного типу: описує маршру Дрогобичем (9 вулиць), в який включено 57 туристичних об’єктів, які творять сучасне обличчя міста Котермака. Фактологічна робота над путівником була розпочата у 2014 році.

## Зміст
Путівник поділений на 2 розділи
Розділ 1 - Трішки історії. Місця. Події. Дати:
- Коротка історія міста.
- 25 цікавих фактів про Дрогобич.
- Музеї Дрогобича.
- «Кавова хроніка Дрогобича».
- Відомі мешканці Дрогобича.
- Некрополі Дрогобича.

Розділ 2 - Мандрівка вулицями Дрогобича (Маршрут №9):
- вул.Солоний Ставок.
- вул.Пилипа Орлика.
- вул.Стрийська.
- вул.Івана Мазепи.
- площа Ринок.
- площа Замкова Гора.
- частина вул.Тараса Шевченка.
- вул.Івана Франка.
- вул.Січових Стрільців.
- вул.Тараса Шевченка.

Поза розділами у кінці путівника: 
- Фестивалі
- Словник
- Примітки